# Brachirus pan
Brachirus pan е вид лъчеперка от семейство Soleidae. Видът не е застрашен от изчезване.

## Разпространение
Разпространен е в Бангладеш, Индия (Андхра Прадеш, Западна Бенгалия, Ориса и Тамил Наду), Китай (Гуандун и Хайнан), Мианмар, Тайланд и Хонконг.

## Описание
На дължина достигат до 9 cm.